# Rogoaza, Bacău
Rogoaza este un sat în comuna Corbasca din județul Bacău, Moldova, România.

## Personalități
- Vasile Nistor, om politic, deputat și senator